# Kroppetjärnet (Ödskölts socken, Dalsland)
Kroppetjärnet är en sjö i Bengtsfors kommun i Dalsland och ingår i Göta älvs huvudavrinningsområde.